# Monumentul Martirilor din Turda
Monumentul Martirilor din Turda comemorează 18 martiri (în vârstă între 7 săptămâni și 35 ani) uciși la Petrilaca (24 septembrie 1944) în apropiere de Turda de către armata ungară. Acest monument din marmura albă cu o placă comemorativă (ridicat in anul 1995 de către Consiliul Local Turda), se află în Piața 1 decembrie 1918, în fața fostului magazin universal „Big”. Pe frontispiciul monumentului este inscripția "Să iertăm, dar să nu uităm".